# 狮山大学城

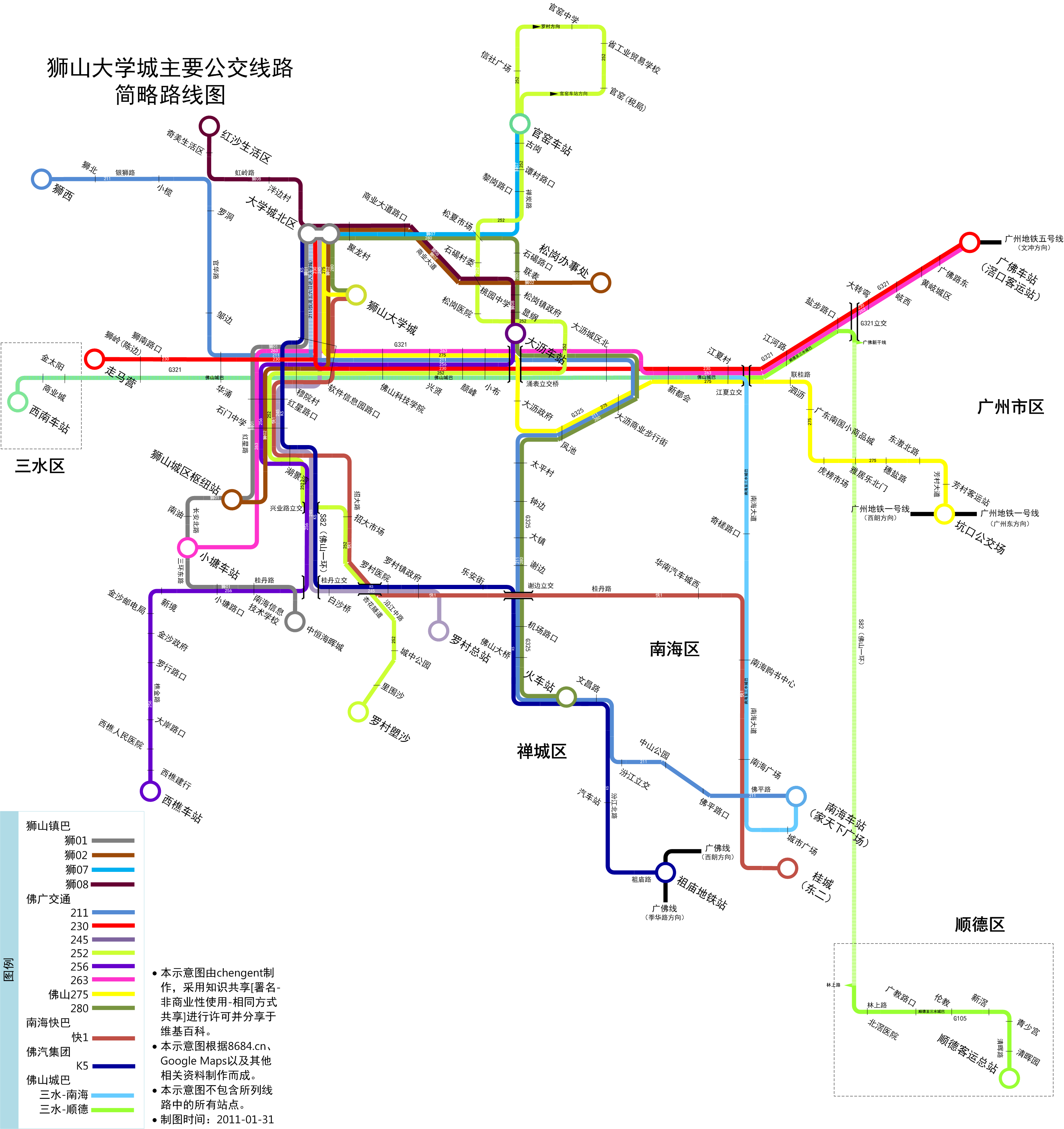
狮山大学城附近的公交车站路线图

狮山大学城位于佛山市南海区狮山镇南海软件科技园内，由广东轻工职业技术大学（南海校区），华南师范大学（南海校区），广东东软学院，广东省石油化工职业技术学校四所大学组成。
2021年7月，石门金狮实验学校签约落户狮山罗村光明新城。

## 困惑
大学城北部建有南海环保发电厂，虽然佛山市政府曾口头承诺会搬迁该电厂，至今该厂依然运作并且准备兴建新厂房，附近多所学校为此担忧。2019年11月，位于佛山南海狮山大学城内的广东石油化工职业技术学校的后山突发山火，学校及附近学校已对学生进行疏散。